# Leopold Wiener
Léopold Wiener (* 2. Juli 1823 in Venlo; † 11. Februar 1891 in Brüssel) war ein belgischer Bildhauer, Graveur und Medailleur.
Wiener erlernte zuerst bei seinem Bruder Jacques das Handwerk als Graveur und Medailleur. Ab 1840 vervollkommnete er an der Akademie in Brüssel und bei David d’Angers in Frankreich sein Können, um dann 1845 eine Tätigkeit in der Pariser Münzprägeanstalt bei J. J. Barren anzunehmen. 1847 kehrte er in seine Heimat nach Brüssel zurück, wo er als Chefgraveur der belgischen Münze ein neues Betätigungsfeld fand.

## Lebenswerk
In den darauffolgenden Jahren schnitt er etwa 150 Münzen und Medaillen für die belgische Münze sowie kunstvolle Erinnerungs- und Ehrenmedaillen für das belgische Königshaus.
Am 17. November 1848 erschien unter maßgeblicher Beteiligung seines Bruders Jacques die erste belgische Briefmarke. Diese 10-Centimes-Marke war braun auf weißem Papier gedruckt, in einer Größe von 22 mm × 18,5 mm. Als zentrales Bildelement zeigt sie König Leopold I. in Uniform.

## Bedeutende Werke
1862 wurde erstmals eine belgische 20-Francs-Goldmünze durch die Königliche Münze in Brüssel geprägt. Entlang der unteren Halslinie findet sich sein Signet L. WIENER. Während der Regierungszeit von König Leopold II. folgte eine weitere 20-Francs-Goldmünze, die deutlich detailreicher gestaltet war.
Anlässlich der Thronbesteigung von König Leopold II. – am 17. Dezember 1865 – erschuf er die Krönungs-Ehrenmedaille.

## Ehrungen
Wiener wurde für sein „Wirken und Werk“ mit dem belgischen Leopoldsorden ausgezeichnet. In Brüssel wurde eine Straße nach ihm benannt.

### Galerie seiner Werke (Auszug)

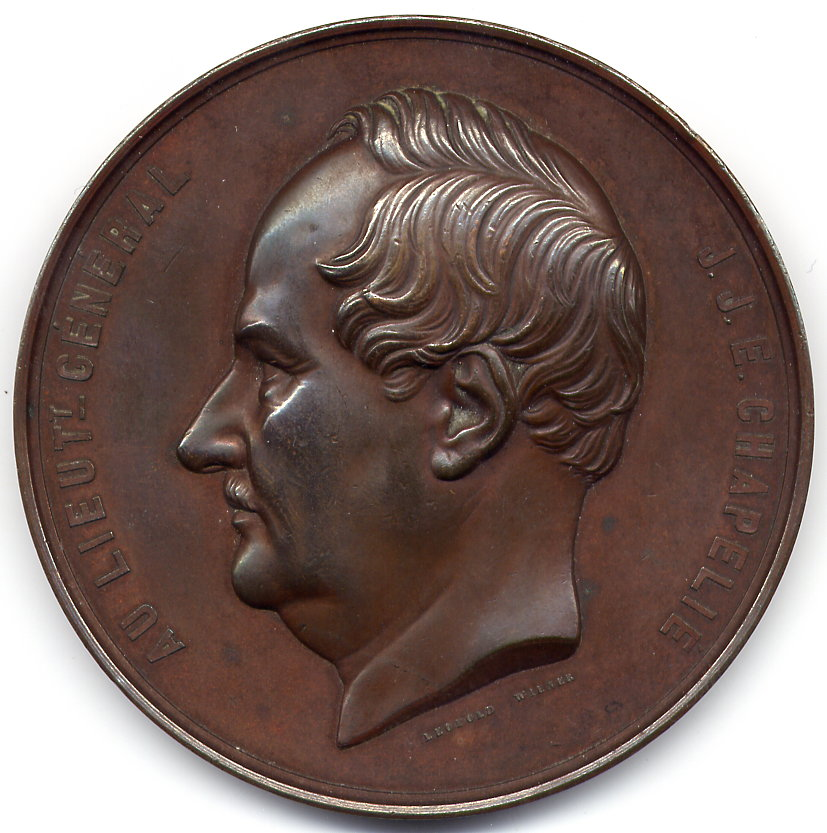
Léopold Wiener, 1859, Medaille auf General Jean Chapelié.
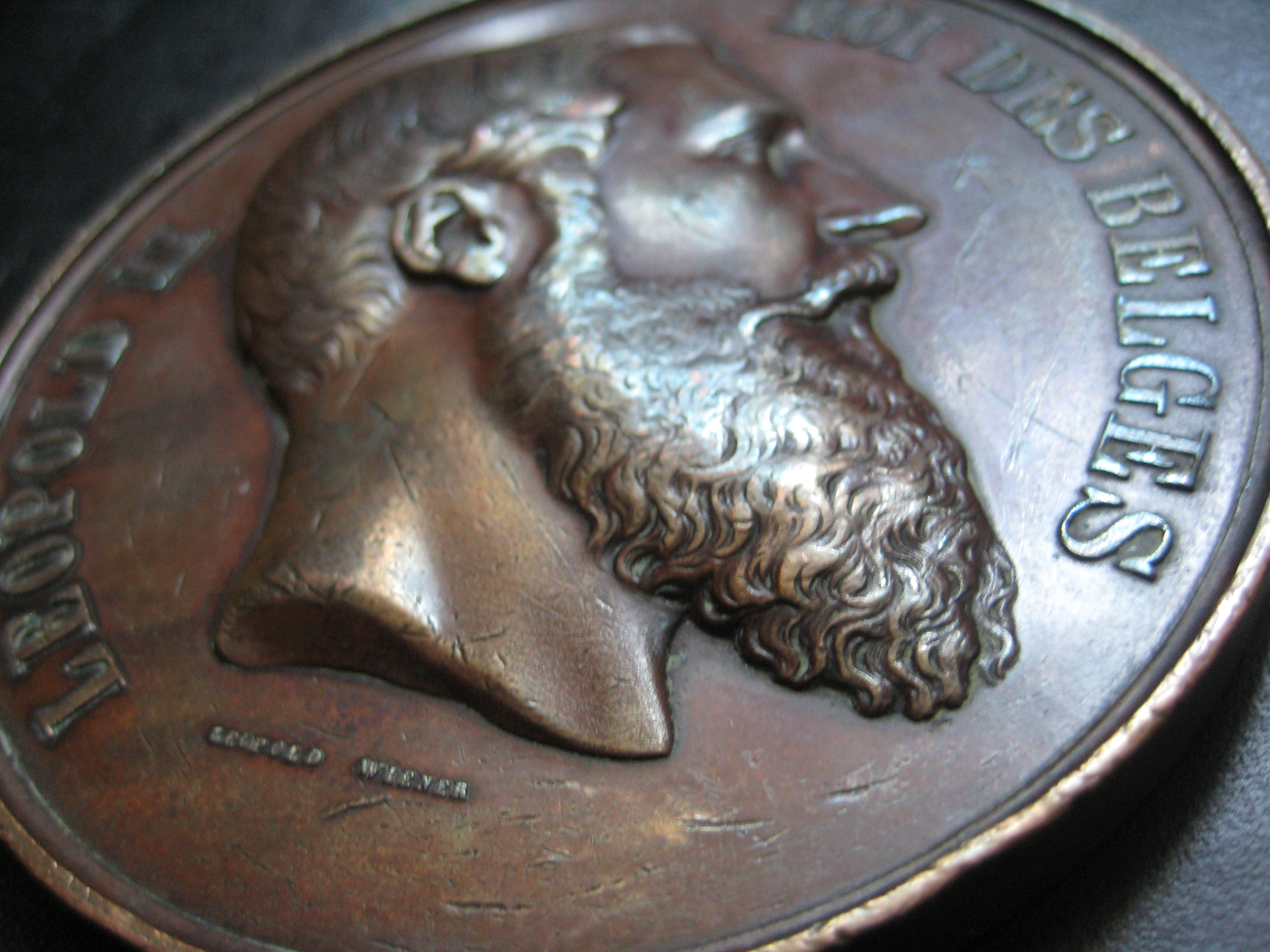
Krönungsmedaille Leopold II – Thronbesteigung am 17. Dezember 1865 – von Léopold Wiener.
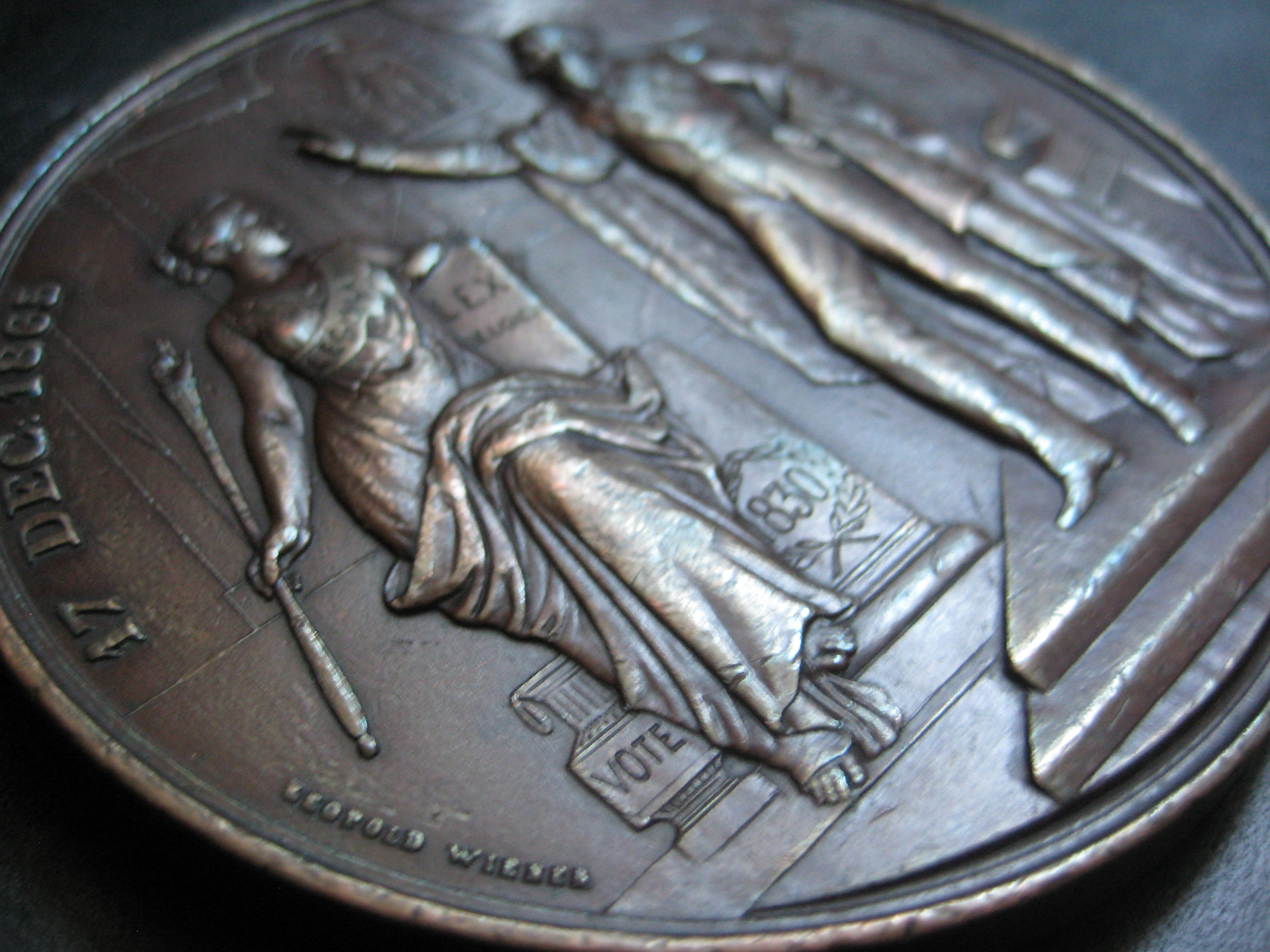
Krönungsmedaille Leopold II – Thronbesteigung am 17. Dezember 1865 – von Léopold Wiener.